# Maria Lindström (musiker)
Johanna Maria Lindström, född 30 augusti 1953 i Stockholm, är en svensk musiker och poet. Hon är gift med tonsättaren Kjell Andersson.

## Biografi
Maria Lindström, som är dotter till journalisten Åke Lindström och läkaren Maja-Greta Burlin, gick i Adolf Fredriks musikklasser i Stockholm och studerade därefter en tid musikvetenskap vid Lunds universitet. Hon flyttade till Malmö och studerade på Musikhögskolan (SÄMUS) där 1974–77. Maria Lindström var med i gruppen Husmoderns bröst 1974–80 och i teatergruppen Garderobsteatern i Malmö 1977–88. År 1986 medverkade hon i TV-komediserien Kullagret.1987 samt 1990 var hon värd för "Sommar" i P1. 1987-88 var hon huspoet i samhällsprogrammet "20:00" på SvT. 1990 hade hon en mindre roll i serien Tre terminer. Har skådespelat, förutom i Garderobsteatern, på Malmö stadsteater i Hjälten på gröna ön 1987, Siden och sågspån 1991, på Helsingborgs stadsteater i Melodin som kom bort 1989. Hon återvände till Stockholm 2001, gav ut diktsamlingen Med anledning av fönstertvätt 2001 och spelar sedan 2003 i Brittakåren.
Maria Lindström debuterade som soloartist i ett 20-tal shower och kabaréer från 1983 och har gett ut 11 album, varav sju med egna sånger. Hon har även gjort två cd med sånger av Birger Sjöberg och en med egna tonsättningar av Strindberg. En diktbok 2001. 2022 kom memoarboken "Det var inte jag" och 2023 dubbel CDn "Mutter på Tuppen", Maria Lindström sjunger Bellman. Se även hemsidan https//:unclemary.nu eller Marias artistsida på Spotify. 
Hon är vice ordförande i Birger Sjöberg-sällskapet och sekreterare i Svenska Visakademien.
Har i flera omgångar varit gästlärare vid vislinjen på Nordiska folkhögskolan i Kungälv.

## Priser och utmärkelser
- 1984 - Malmö stads kulturpris
- 1997 - Skap-stipendium
- 1998 - Radio Malmöhus kulturpris kulturpris
- 2001- Malmö stads kulturpris
- 2000 – Stipendium till Ulf Peder Olrogs minne
- 2003- Stockholms Visans vänners stipendium
- 2004 - Levelii stipendium
- 2004 – Birger Sjöberg-priset
- 2010 – Nyköpings kommuns Olrog-pris
- 2012 – Skaps Fred Åkerströmpris
- 2015 - Nils Ferlin-Sällskapets trubadurpris
- 2016 – Stipendium av Svenska Akademien
- 2017 - Irisstipendiet
- 2019 – Taubesällskapets trubadurpris
- 2021 – Svenska vispriset[1]

## Diskografi

### Soloskivor
- 1989 – Voyeuren (LP, Amalthea AM 73)
- 1994 – Åtminstone (CD, dB Productions DBPCD 12 )
- 1999 – Rymdens gröna prickar (Birger Sjöberg, CD)
- 2002 – Ur vägen (CD, Phono Suecia PSCD 059)
- 2005 – Solens röda äpple (Birger Sjöberg, CD, YTFR 116)
- 2007 – Nära till allt (CD, YTFR134)
- 2011 – Visitkort (CD, YTFR140)
- 2012 – Stormar och småkonst, Strindbergs sånger (CD, YTFR154)
- 2015 – Lite för bra (CD, Kakafon KAKACD022)
- 2017 – Hipp som happ (hiphop-poesi) soundcloud
- 2023 – Mutter på Tuppen, Bellman (2CD YTFR358)

### Böcker
- 2001 – Med anledning av fönstertvätt (Dikter, Ord&Visor förlag)
- 2017 – Grepp om livet, intervjuer med 15 gitarrister (Gidlunds)
- 2022 – Det var inte jag, en memoar (Ord&Visor)

### Medverkar på följande skivor
- 1978 – Bara brudar (samlings-LP från Kvinnofestivalen i Stockholm, Silence SRS 4651)
- 1978 – Min søsters stemme. International kvindemusikfestival 78 (samlings-LP, Demos 46)
- 1979 – Sånger om Anne-Marie och andra häxor, Kjerstin Norén och Damorkestern (LP, Amalthea AM 08)
- 1979 – Där fruarna bor, Husmoderns bröst (LP, Amalthea AM 11)
- 2021 – Kajserier

## Teater

### Roller
- 1977 - 1988 Musiker och skådespelare på Garderobsteatern i Malmö
- 1979 Gulan i "Ägget", Garderobsteatern
- 1981 Bagerskan i "Ystadsgatan 22", Garderobsteatern
- 1980 Kvinnan i "Dambesök", Garderobsteatern
- 1983 Yngsta kvinnan i "Varav hjärtat är fullt" Malmö SvT drama
- 1985 Melodiflicka och musiker i "Melodin som kom bort", Garderobsteatern
- 1985-86 Eli, Prosten, Vricklund m.fl. i "Bombi Bitt och jag" Garderobsteatern
- 1986 Med i "Kullagret", humorprogram SvT Stockholm
- 1986 "På smällen" humorprogram av och med Jan Sigurd och Adde Malmberg, SvT Malmö
- 1987 En av beundrarinnorna i Hjälten på Gröna Ön, Malmö Stadsteater
- 1989 Edit i Melodin som kom bort, Helsingborgs stadsteater
- 1991 Edith i Tre Terminer, (Fritiof Nilsson Piraten) tv-film
- 2000 Flickan i "Flickan i Montréal" (Lars Forssell) Radioteatern

| År   | Roll  | Produktion | Regi                | Teater                   |
| ---- | ----- | --- | ------------------- | ------------------------ |
| 1989 | Edith | Melodien som kom bort (Melodien, der blev væk) Kjeld Abell, Sven Mölle Kristensen, Bernhard Christensen och Herman Koppel | Karin Parrot-Jonzon | Helsingborgs stadsteater |

## Kabaréer/Musikprogram
- 1982 "Galgaftnarna" – Garderobsteaterns kabaréhöst
- 1983 "Fullt sjå" (första soloshowen)– Restaurang Möllan
- 1983 Jeppe på berget (i orkestern som gitarrist) Malmö Stadsteater
- 1984 "Pekpinnar" – Restaurang Möllan och Mosebacke etablissemang
- 1986 "Barnkabaré" – Garderobsteatern
- 1986-87 "Ånyo" – Restaurang Möllan och Mosebacke etablissemang
- 1988 "Möllankolik" Restaurang Möllan
- 1989 "Olsson, Nilsson och Lindström" Mattssons pub, Malmö
- 1989 "Maria Lindströms popband" Mosebacke etablissemang och Teaterrestaurangen Malmö
- 1990 "Stekta sparfwar uti munden få" Restaurang Möllan och Mosebacke etablissemang
- 1990 "Ugh, en indianshow" Restaurang Möllan och Mosebacke etablissemang
- 1990 "Evert Taube 100 år" Malmö Stadsteater
- 1990 "Två och en halv flygel" – tv-show av Jan Sigurd
- 1991 "Kabaré Kuling" Musik i Skåne-turné med Auloskvintetten
- 1991 "Sweet Charity" (i orkestern som gitarrist) Malmö Stadsteater
- 1992 "Metropolitan show" Piccadilly i Malmö och Mosebacke etablissemang
- 1993 "Ge mig åtminstone en sång" Restaurang Möllan
- 1994 "Uppkast – en tjejrevy med bred studs" Malmö konsthall
- 1995 "Åtminstone" Mosebacke etablissemang
- 1995 "Möllanfrossa" Restaurang Möllan
- 1996 "Amazon" Restaurang Möllan och Mosebacke etablissemang
- 1997+98 "Aj aj aj Maria" Körkabaré med Midnattskören Lunds stadshall, Victoria i Malmö, Växjö, Kalmar
- 1997 "Tack vare Cornelis" Musik i Skåne-turné + Mosebacke etablissemang
- 1997 "Från operett till musikal" (konferencier och artist) Kristianstads Operettsällskap
- 1998 "Rymdens gröna prickar" (Birger Sjöbergföreställning) Mosebacke etablissemang, Margaretapaviljongen, Malmö, SR Radioteatern
- 1999 "Anderssonskans kabaré" Fredman, Malmö
- 1999 "Brev till en dotter" (Som kompositör och sångtextöversättare
- 2000 "Den förfärliga skatan" Kulturknuten, Malmö + SR Radioteatern
- 2001 "Med anledning av fönstertvätt", (musik och diktprogram) Form/designcenter, Malmö
- Flyttar till Stockholm. Hela pågående produktioner upphör så gott som ...
- 2003 Ströspelningar: Taube i Helsingfors, Olle Adolphson på Rest. Levelius, repetitioner med nya bandet Lill-Britt Siv (sedermera Brittakåren)
- 2003 -2023 Läs om de åren på hemsidan https//:unclemary.nu